# World's End Curtain Call -theme of DANGANRONPA THE STAGE-
「World's End Curtain Call -theme of DANGANRONPA THE STAGE-」（ワールズ・エンド・カーテンコール -テーマ オブ ダンガンロンパ ザ・ステージ-）は、TRUSTRICKの1枚目のシングル。2014年11月12日に日本コロムビアから発売された。略称は「WECC」。

## 概要
- 本曲は、舞台『ダンガンロンパ THE STAGE 〜希望の学園と絶望の高校生〜』のテーマ曲として完全書き下ろしとなる初のコラボレート・シングル[1]。
- 3,868枚という枚数設定は、ダンガンロンパの学級裁判内で発せられる「論破」を捩り、「沙也論破（3868）」となった。
- 2曲目には、1枚目のアルバム『Eternity』に収録されていた「TRICK or HOLIC」のハロウィン仕様のリミックスヴァージョンを収録。
- これはminus(-)ほか様々な活躍を見せている、ex.SOFT BALLETの森岡賢によるもの[2]。
- メンバーのBillyは発売決定後、「ずっと森岡賢さんの音のファンだったので嬉しい！お忙しいのに本当に感謝です。」と感謝の言葉を述べている。

## 収録曲
全作詞：神田沙也加／作曲・編曲：Billy
1. World’s End Curtain Call -theme of DANGANRONPA THE STAGE-
2. TRICK or HOLIC 
(Halloween Attack Mix)
Remix：森岡賢
3. World’s End Curtain Call -theme of DANGANRONPA THE STAGE- 
≪off vocal≫